# Narodni naravni park Los Nevados
Narodni naravni park Los Nevados (špansko Parque Nacional Natural Los Nevados) je narodni park v Cordilleri Central v kolumbijskih Andih. Park obdaja severni vulkanski kompleks, ki ga tvorijo Nevado del Ruiz, Nevado del Tolima, Nevado de Santa Isabel, paramillos Cisne, Santa Rosa in Quindío ter Cerro Bravo in Cerro Machín.
Park leži v departmajih Caldas, Quindío, Risaralda, Tolima in se razteza med občinami Manizales, Villamaría, Santa Rosa de Cabal, Pereira, Salento, Villahermosa, Anzoátegui, Santa Isabel, Murillo, Ibagué in Casabianca.

## Stanje parka
Vstop skozi sektor Brisas (severni sektor parka) je dovoljen samo v Valle de las Tumbas, saj je Servicio Geológico Colombiano razglasil dejavnost vulkana Nevado del Ruiz na stopnji rumenega opozorila (stopnja III). Obiskovalcem je zelo priporočljivo, da si pred obiskom ogledajo stanje vulkanske aktivnosti na spletni strani Servicio Geológico Colombiano.

## Geologija
Ledeniška dejavnost je oblikovala pokrajino parka 3000 m nad srednjo morsko gladino, za seboj pa je pustila doline in morene v obliki črke U. Ekstruzivna magmatska kamnina prevladuje nad 3500 m na vzhodnem pobočju peska 2200 m na zahodnih pobočjih. Na tem območju sta jezero Otún, ki leži v ugaslem kraterju vulkana in Zeleno jezero.

## Hidrografija
Zavarovano območje je pomembno za regijo zaradi neštetih virov vode, ki izvirajo iz nje. Ledeniki zasedajo 4 % površine, ki pripadajo trem vulkanom Nevado del Ruiz, Nevado de Santa Isabel in Nevado del Tolima. Taleča se voda iz ledenikov napaja reke, ki izvirajo v parku in tvorijo 10 kotlin in 19 potokov različnih velikosti in lastnosti; šest porečjj se izliva v porečje reke Magdalene (Gualí, Lagunilla, Recio, Totare in Coello), preostale štiri (Chinchiná, Campoalegre, Otún in Quindío) pa v povodje reke Cauca.
Hidrografska omrežja parka oskrbujejo z vodo več kot 2.000.000 prebivalcev v regiji, pridelovalce kave ter večino pridelkov riža in bombaža v departmaju Tolima.
Mokrišče Otún, ki je znotraj parka, je bilo razglašeno za mednarodno pomembno mokrišče Ramsarske konvencije.

## Umik ledenikov
Leta 2002 je IDEAM opozoril na domnevno taljenje ledenih pokrovov zasneženih gora narodnega parka. Dokaz za to je izginotje Ledenih katedral, ki so bile ogromne votline v spodnjem delu ledenika Nevado del Ruiz, ki je obstajal pred letom 1995 in so ga včasih obiskovali plezalci.
Konec 19. stoletja je na vrhovih El Ruiz, Santa Isabel, Tolima, El Cisne, Quindío in sedanji Paramillo de Santa Rosa obstajalo šest ledenikov, na nadmorski višini 4500 metrov.
Fenomen umika ledenikov se je v drugi polovici 20. stoletja poslabšal. Od prejšnjih šestih obstoječih ledenikov so trenutno le trije: El Nevado del Ruiz, Nevado de Santa Isabel in Nevado de Tolima. Ostali trije so se do konca 1970-ih popolnoma stopili. Preživeli ledeniki se soočajo s stalnim procesom taljenja, stanje je kritično za Nevado del Tolima in Santa Isabel, katerih površina ne presega dveh kvadratnih kilometrov. Ta dva ledenika naj bi med letoma 2030 in 2040 popolnoma izginila.

## Rastlinstvo in živalstvo
Park je sestavljen iz raznolikih ekosistemov, ki se spreminjajo glede na nadmorsko višino. Nižje predele parka sestavljajo andski gozdovi, visoki andski gozdovi in visoka andska mokrišča. Višje predele parka sestavljata ekosistema páramo in super-páramo. Páramo je sestavljen iz travnikov, šotnega barja, grmovja, močvirja in lagun ter zavzema 80 % površine parka. Super-páramo je lunina pokrajina, sestavljena iz skal, pepela in redkega rastlinja.

### Rastlinstvo
Območje je dom 1250 vrst višjih rastlin, 200 briofitov, 300 lišajev in 180 makroskopskih gliv. Na nižjih pobočjih in v dolinah prevladujejo andske voščene palme. V zgornjem andskem gozdu so drevesa, ki segajo do 30 m v višino. V páramu prevladujejo v pokrajini frailejones, opaziti pa je mogoče vrsto mahov, lišajev. Barvne alge najdemo v različnih lagunah.

### Živalstvo
Omembe vredne ptice so Momotus coeruliceps, papiga Hapalopsittaca fuertesi, papiga Ognorhynchus icterotis, papagaj Bolborhynchus ferrugineifrons, andski kondor, pevka Grallaria milleri in raca Oxyura jamaicensis. Oxypogon stuebelii kolibri je endem za regijo. Omembe vredni sesalci so gorski tapir, medved očalar, severni pudú, oncilla (Leopardus tigrinus), puma in belouhi oposum (Didelphis albiventris).
- Nevado del Tolima
- Nevado del Ruiz
- Nevado del Ruiz - Páramo
- Voščena palma
- Oxypogon stuebelii